# 若山牧水賞
若山牧水賞（わかやまぼくすいしょう）は、歌人・若山牧水の業績を顕彰するため、短歌文学の分野で傑出した功績を挙げた者に贈られる賞。宮崎県・宮崎県教育委員会・宮崎日日新聞社・延岡市・東郷町（現・日向市）で構成される若山牧水賞運営委員会が主催している。
年1回発表されている。選考を決定する年の前年の10月1日から当年9月30日までに刊行された歌集及び若山牧水論の著者の中から選ばれる。受賞者には正賞として賞状、副賞として100万円とトロフィが授与される。
青磁社から、『シリーズ牧水賞の歌人たち』が出版されている。

## 選考委員
- 岡野弘彦（特別顧問）
- 馬場あき子（特別顧問）
- 佐佐木幸綱
- 伊藤一彦
- 高野公彦
- 栗木京子

## 受賞作一覧
（）内は選考年。選考発表は10月下旬頃であり、授賞式は次年。

### 第1回から第10回
- 第1回（1996年） - 高野公彦 『天泣 （てんきふ）』（短歌研究社）
- 第2回（1997年） - 佐佐木幸綱 『旅人』（ながらみ書房）
- 第3回（1998年） - 永田和宏 『饗庭（あえば）』（砂子屋書房）
- 第4回（1999年） - 福島泰樹 『茫漠山日誌（ぼうばくさんにっし）』（洋々社）
- 第5回（2000年） - 小高賢 『本所両国』（雁書館）、小島ゆかり『希望』（雁書館）
- 第6回（2001年） - 河野裕子 『歩く』（青磁社）
- 第7回（2002年） - 三枝昂之 『農鳥』（ながらみ書房）
- 第8回（2003年） - 栗木京子 『夏のうしろ』（短歌研究社）
- 第9回（2004年） - 米川千嘉子 『滝と流星』（短歌研究社）
- 第10回（2005年）- 水原紫苑 『あかるたへ』（河出書房新社）

### 第11回から第20回
- 第11回（2006年）- 坂井修一 『アメリカ』（角川書店）、俵万智 『プーさんの鼻』（文藝春秋）
- 第12回（2007年）- 香川ヒサ 『perspective』（柊書房）
- 第13回（2008年）- 日高堯子 『睡蓮記』（短歌研究社）
- 第14回（2009年) - 大島史洋 『センサーの影』（ながらみ書房）
- 第15回（2010年）- 島田修三 『蓬歳断想録』（短歌研究社）、川野里子 『王者の道』（角川書店）
- 第16回（2011年）– 大下一真 『月食』（砂子屋書房）
- 第17回（2012年）- 大口玲子 『トリサンナイタ』（角川書店）
- 第18回（2013年）- 晋樹隆彦 『浸蝕』（本阿弥書店）
- 第19回（2014年）- 大松達知 『ゆりかごのうた』（六花書林）
- 第20回（2015年）- 内藤明 『虚空の橋』（短歌研究社）

### 第21回から第30回
- 第21回（2016年）- 吉川宏志 『鳥の見しもの』（本阿弥書店）
- 第22回（2017年）- 三枝浩樹 『時禱集』（KADOKAWA）
- 第23回（2018年）- 穂村弘 『水中翼船炎上中』（講談社）
- 第24回（2019年）- 松村由利子 『光のアラベスク』（砂子屋書房）、黒岩剛仁『野球小僧』（ながらみ書房）
- 第25回（2020年）- 谷岡亜紀 『ひどいどしゃぶり』（ながらみ書房）
- 第26回（2021年）- 黒瀬珂瀾 『ひかりの針がうたふ』（書肆侃侃房）
- 第27回（2022年）- 奥田亡羊 『花』（砂子屋書房）
- 第28回（2023年）- 永田紅 『いま二センチ』（砂子屋書房）[1]
- 第29回（2024年）- 大辻隆弘 『橡と石垣』（砂子屋書房）、高山邦男 『Mother』（ながらみ書房）[2]